# Far de s'Arenella
El Far de s'Arenella és un far inclòs en l'Inventari del Patrimoni Arquitectònic de Catalunya que està situat en el municipi del Port de la Selva, a la comarca de l'Alt Empordà, a la Costa Brava, a la província de Girona (Catalunya), a Espanya.
El far és gestionat per l'Autoritat Portuària del Port de Barcelona.
Segons les fonts utilitzades, la denominació del far varia: far de s'Arnella, far de Punta s'Arnella, far de s'Arenella o far de Punta d'Arenella són només algunes de les més usuals. D'acord amb el que indica el Nomenclàtor oficial de toponímia major de Catalunya, el nom amb què es designarà és Far de s'Arenella.

## Descripció
Situat al nord-oest del nucli urbà de la població del Port de la Selva, a la badia del Port de la Selva, sobre la punta de s'Arenella.
Edifici aïllat de planta quadrangular distribuït en planta baixa i parets de 15 metres de costat, amb la coberta de teula de quatre vessants i al centre una torre quadrada de 4x4 metres amb la part superior circular que integra el mecanisme del far amb una galeria i una llanterna amb una cúpula de metall negre. Les obertures són d'arc rebaixat amb els emmarcaments de pedra i els ampits motllurats sostinguts per mènsules treballades. Les de la façana principal són de mida més gran que la resta de paraments. Una prominent cornisa motllurada recorre tot el perímetre i presenta al damunt una barana d'obra massissa.
La construcció és bastida en petits carreus de pedra calcària disposats en filades, amb carreus de mida més gran a les cantonades i al sòcol. La torre de senyals està emblanquinada.

## Història
El far de s'Arenella no correspon, com la majoria dels fars d'aquest litoral, al regnat d'Isabel II. Fou projectat en el pla de reformes de l'enllumenat de costes i ports de l'any 1904. Es va construir per una iniciativa del 1891 portada per la Sociedad de Salvamento de Náufragos de Girona. Va ser inaugurat la nit del 16 de desembre de 1913.
La seva estructura arquitectònica, composta de casa i una torre quadrada amb cúpula va servir de model per a altres fars construïts a començaments del segle xx, en un segon programa de millora del sistema de fars de la costa espanyola. L'edifici original va inspirar la futura construcció del far de Tossa, que es va construir uns anys després (1919). A llevant al costat del mar, hi ha un mirador. Durant un temps, a ponent, on hi havia l'entrada, s'hi va adossar una nova casa, també de planta rectangular, pel faroner. Aquest nou habitatge va deixar de tenir utilitat quan la plaça de faroner va desaparèixer, definitivament, l'any 1999.
Inicialment, la característica del far era de llum blanca identificada per dues ocultacions. El far funcionava amb una làmpada Maris de petroli i tenia un mecanisme de rellotgeria que feia girar l'òptica diòptrica de tambor, de 500 mm de diàmetre, que era l'encarregada de produir la llum característica del far. L'octubre de 1933 es va canviar el sistema d'il·luminació de petroli a acetilè que li donaven una característica de flaixos repetits periòdicament cada 1,5". Posteriorment, el mes de març de 1955 s'electrifica el far i s'hi instal·la una làmpada de filament de 250 W, deixant igual la resta de característiques. L'any 1963 se substitueix la llanterna inicial de 500 mm de diàmetre per una altra cilíndrica d'1,75 m de diàmetre.
Actualment, després de totes les reformes realitzades, la llum característica d'aquest far és un senyal de llum blanca amb un flaix d'1 segon cada 5 segons (L 1 oc 4). El pla focal està situat a 22 metres sobre el nivell del mar i el seu abast nominal nocturn és de 13 milles nàutiques.